# Verkehrsmuseum Nürnberg
A Verkehrsmuseum Nürnberg a Deutsche Bahn vasúti múzeuma Nürnbergben, Németországban. 1899-ben alapították. A Nürnberg Hauptbahnhoftól pár perces sétával érhető el.

## Kiállított járművek
- II. Lajos bajor király udvari vonata,
- 05 001 gőzmozdony,
- Egy eredeti szénszállító teherkocsi 1829-ből
- A legöregebb eredeti gőzmozdony: Nordgau (gyártási év: 1853)
- Egy bajor gyorsvonati gőzmozdony, az S 2/6
- Egy vörös gyorsvonati gőzmozdony, az E 19 12
- Egy része a SVT 877 „Fliegender Hamburger“ dízel motorvonatnak
- Egy ICE 3 vonófej makettje (Mock-up)

## Terepasztal
A múzeumban egy 80 m²-es nagyságú, H0-s méretarányú, analóg rendszerű terepasztal is található. Az 1950 és 1960 között épült terepasztalt 5000 relé működteti. Nem üzemel folyamatosan, óránként vagy félóránként kapcsolják be 10 percre.

## Film
- SWR: Eisenbahn-Romantik – 100 Jahre Verkehrsmuseum Nürnberg (Folge 347)

## Képgaléria
- II. Lajos bajor király udvari vonata
- Kiállított vasútmodellek
- A Breitspurbahn kétszintes vagon modellje a múzeumban